# 大阪市立我孫子中学校
大阪市立我孫子中学校（おおさかしりつ あびこ ちゅうがっこう）は、大阪府大阪市住吉区にある公立中学校。住吉区の南東部、我孫子の一部、および長居を校区とする。

## 沿革
学制改革と同時の1947年、住吉区で最初の中学校の一つとして開設された。開校当初は大阪市立長居小学校に併設されていたが、1949年に現在地に移転した。
当初は「区名＋番号」の大阪市立住吉第四中学校の仮称で出発したが、大阪市立中学校で地名を取り入れた学校名へと一斉に変更することになったことに伴い、所在地の地名から取った大阪市立我孫子中学校となった。
地域の宅地化に伴う生徒数の増加に伴い、1973年に大阪市立東我孫子中学校が分離開校している。また1995年には大阪市立我孫子南中学校の開校に伴って校区を再編している。

### 年表
- 1947年4月1日 - 大阪市立住吉第四中学校として開設。
- 1947年4月21日 - 開校式を実施。
- 1949年5月1日 - 大阪市立我孫子中学校に改称。
- 1949年9月1日 - 住吉区我孫子町東1丁目37番地（現在地・当時の住所表示）に移転。
- 1953年3月31日 - 学校敷地を拡張。
- 1966年8月3日 - 住吉区苅田町2丁目・4丁目の市有地（現大阪市立東我孫子中学校敷地）が分校用地となる。
- 1967年4月1日 - 分校校舎を新築。
- 1967年5月8日 - 分校を開設。1年生6クラスが分校に移転。
- 1973年4月1日 - 分校が大阪市立東我孫子中学校として独立開校。
- 1995年4月1日 - 大阪市立我孫子南中学校の開校に伴い校区を再編。
- 1997年4月1日 - 文部省から、スクールカウンセラー活用調査研究校に指定される。

## 通学区域
- 大阪市立長居小学校の通学区域全域。
- 大阪市立大空小学校からも例年数名通学者がいる
- 大阪市立苅田小学校、大阪市立苅田北小学校の通学区域のそれぞれ一部（いずれもあびこ筋以西）。

大阪市住吉区 大領5丁目（一部）、長居2丁目-4丁目、長居西2丁目-3丁目、長居東1丁目-4丁目、我孫子1丁目-2丁目、我孫子東1丁目。

## 出身者
- 平原まこと - サックス奏者
- 大引啓次 - 元プロ野球選手
- 本並健治 - 元サッカー選手
- 笑福亭笑瓶 - お笑いタレント
- 原田隆史 - 原田教育研究所主宰者
- 小野坂昌也 - 男性声優

## 交通
- 地下鉄御堂筋線 長居駅 南へ約700m、またはあびこ駅 北へ約900m。
- 阪和線 我孫子町駅 北東へ約700m、または長居駅 南へ約900m。